# Lethe rahula
Lethe rahula är en fjärilsart som beskrevs av Hans Fruhstorfer 1911. Lethe rahula ingår i släktet Lethe och familjen praktfjärilar. Inga underarter finns listade i Catalogue of Life.